# Shahjahanabad

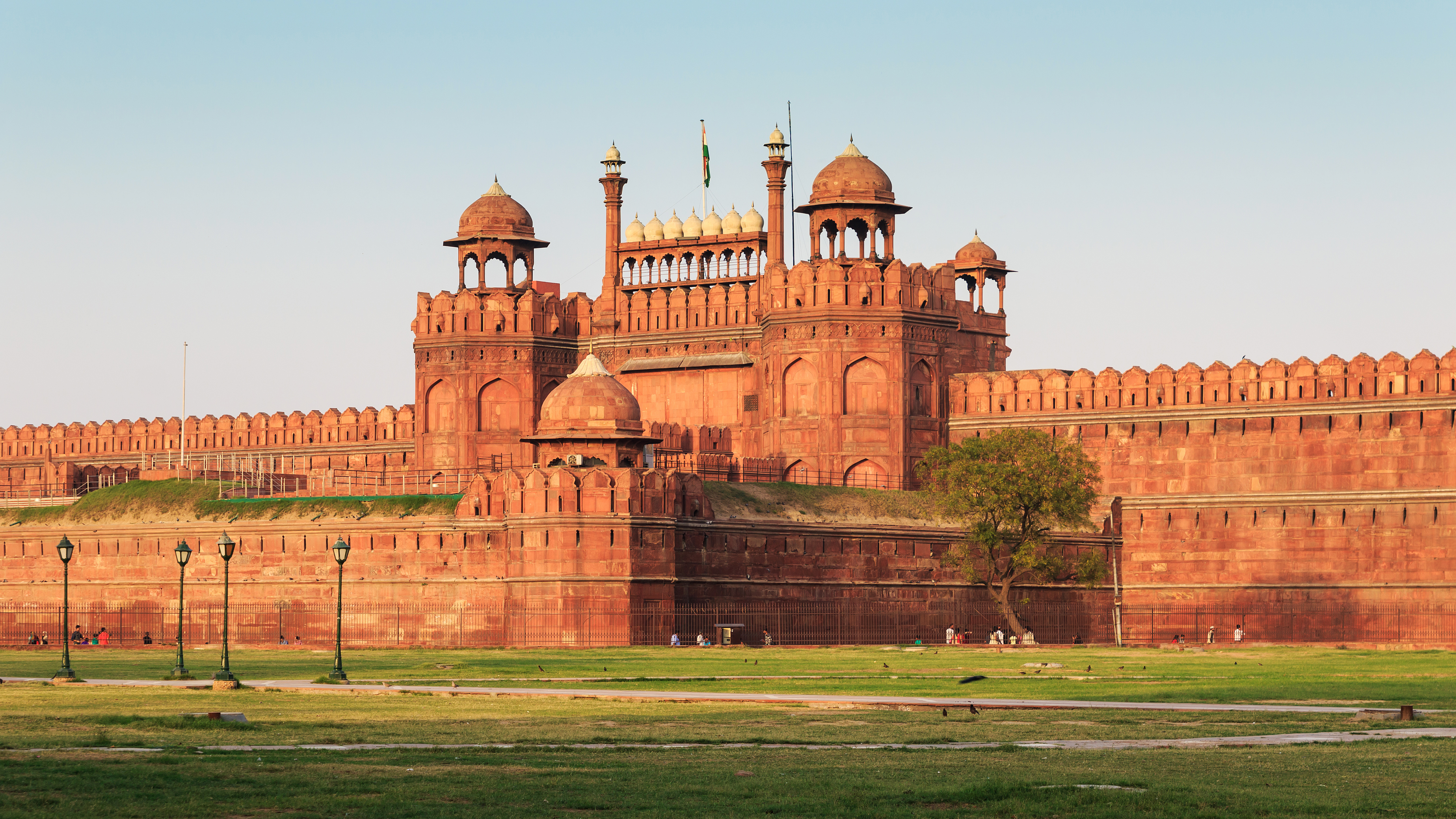
Czerwony Fort będący częścią Shahjahanabad

Shahjahanabad było miastem położonym na terenie dzisiejszego Delhi w Indiach, założonym przez Szacha Dżahana w latach 1638-1649. Znajduje się tam Fort Delhi i Chandni Chowk. Podczas rządów Dżahana było stolicą Imperium Mogołów. Obecne ten rejon nazywany jest Old Delhi.